# Vlag van Västra Götaland
De vlag van Västra Götaland kan verwijzen naar twee verschillende vlaggen.

## Vlag van de provincie Västra Götaland
De officiële vlag van de provincie Västra Götaland is een vierkante banier van het wapen van deze Zweedse provincie.
De vlag, net als het wapen, werd gecreëerd toen de provincie in 1998 werd gevormd. Het bestaat uit de wapens van Bohuslän, Dalsland, Västergötland en Göteborg, die deel uitmaakten van de wapens van de drie oorspronkelijke provincies Älvsborgs län, Skaraborgs län en Göteborgs och Bohus län. 

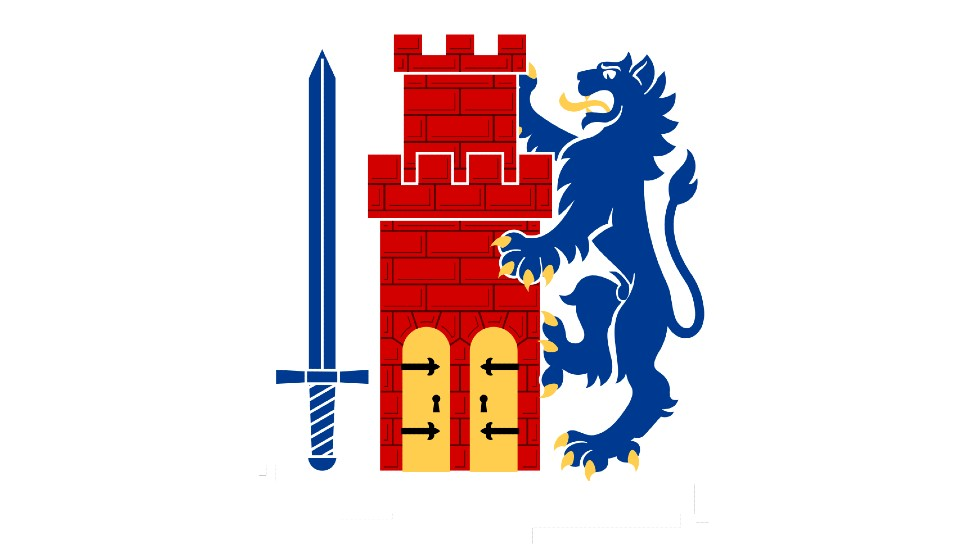
Vlag van Bohuslän
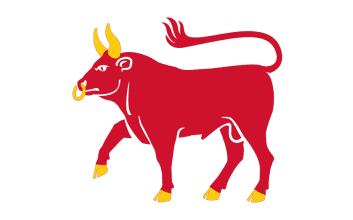
Vlag van Dalsland
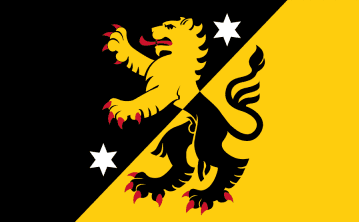
Vlag van Västergötland
Vlag van Göteborg

## Onofficiële vlag van West-Zweden
De onofficiële vlag van West-Zweden is in 1992 ontworpen door de heraldist Per Andersson. De vlag werd in 2008 gepresenteerd als gemeenschappelijke vlag voor de regio West-Zweden, inclusief Halland, door de West-Zweedse Kamer van Koophandel.
De vlag is gebaseerd op de vlag van Götaland, geel met een blauw kruis, uit 1970, die sindsdien vooral in Östergötland wordt gebruikt. Met het toegevoegde witte binnenkruis bevat de vlag dezelfde kleuren als het Folkungalejonet in het Groot Wapen en het wapen van Göteborg. Het witte kruis herinnert er ook aan dat Halland ooit bij Denemarken hoorde en het blauwe kruis herinnert eraan dat Bohuslän en delen van Dalsland bij Noorwegen hoorden.